# The Condado Plaza Hilton
The Condado Plaza Hilton est un hôtel américain situé à San Juan, à Porto Rico. Construit en 1963, cet établissement d'Hilton Hotels & Resorts est membre des Historic Hotels of America et des Historic Hotels Worldwide depuis 2015.